# Optocala
Optocala là một chi bướm đêm thuộc họ Noctuidae.